# Evan Elken
Evan Elken, né le 19 février 1977, est un coureur cycliste américain, professionnel entre 2004 et 2009.

## Palmarès
- 2003
  - 3e de la Mount Hood Cycling Classic
- 2004
  - 2e de la Mount Hood Cycling Classic
- 2008
  - 4eb étape du Tour de Beauce

## Classements mondiaux
| Année            | 2005 | 2006 | 2007 | 2008 | 2009 |
| ---------------- | ---- | ---- | ---- | ---- | ---- |
| UCI America Tour | 317e |      |      | 254e | 369e |